# Élisabeth de Hesse-Cassel (1861-1955)
La princesse Charlotte Élisabeth Alexandra Marie Louise de Hesse-Cassel (allemand : Elisabeth Charlotte Alexandra Maria Luisa von Hessen-Kassel; 13 juin 1861 – 7 juin 1955), est une princesse de Hesse-Cassel à la naissance et, par son mariage avec Léopold d'Anhalt, le princesse héréditaire d'Anhalt.

## Biographie
Élisabeth est née à Copenhague, la fille du Frédéric de Hesse-Cassel et d'Anne de Prusse, une petite-fille de Frédéric-Guillaume III de Prusse. Elle est la deuxième enfant du couple et de la fille aînée.
Élisabeth est considérée comme une épouse possible de Léopold, duc d'Albany, le quatrième fils de la reine Victoria. Il est dit que Léopold était impatient de rencontrer Élisabeth au regard de sa bonne réputation. Alors qu'ils se rencontrent en novembre 1879, les plans de mariage ne se matérialisent pas.
Élisabeth s'est fiancée en décembre 1883 à Léopold d'Anhalt. Léopold est l'héritier du duché d'Anhalt et le fils de Frédéric Ier d'Anhalt, et de la princesse Antoinette de Saxe-Altenbourg. Le 26 mai 1884, le couple se marie dans une somptueuse cérémonie au château de Philippsruhe à Hanau. Une médaille commémorative est émise pour l'occasion, comme c'est souvent le cas pour un mariage royal, dans le duché d'Anhalt.
Léopold et Élisabeth ont un enfant :
- La princesse Antoinette d'Anhalt (Schloss Georgium, 3 mars 1885 – Dessau, 3 avril 1963), mariée le 26 mai 1909 à Frédéric de Schaumbourg-Lippe.

Léopold meurt subitement à Cannes, France, le 2 février 1886. Antoinette n'a pas le droit de succéder à son père en raison de la Loi salique. Son oncle, le futur Frédéric II d'Anhalt devient prince héréditaire. Élisabeth ne s'est jamais remariée et survit à son mari près de 70 ans. Elle est décédée à Dessau, 7 juin 1955, moins d'une semaine avant son 94e anniversaire. Elle est enterrée à Dessau.

## Distinctions
- 1er janvier 1883 : dame de l'ordre du Lion d'or
- 14 mai 1883 : dame grand-croix de l'ordre de Sainte-Catherine